# テネシー・ワルツ 〜思い出のポピュラー・ヒットを歌う!!〜
『テネシー・ワルツ 〜思い出のポピュラー・ヒットを歌う!!〜』は、1970年に発売された、永田英二の2枚目のカバー・アルバムである。

## 概要
永田英二 名義の最後のカバーアルバムとなった。編曲：クニ河内、前田憲男、葵まさひこ。
- 2022年3月時点、未CD 化。

## 収録曲
A面
1. テネシーワルツ
2. 家へおいでよ （カモンナ・マイ・ハウス）
3. 遥かなる山の呼び声
4. バナナ・ボート
5. モナ・リザ
6. 黒い花びら

B面
1. 星は何でも知っている
2. ジャンバラヤ
3. 可愛い花
4. 星を見つめないで
5. ワルツィング・マチルダ
6. ヴァイア・コン・ディオス